# 克魯佐夫島
克魯佐夫島是美國的島嶼，位於太平洋海域，屬於亞歷山大群島的一部分，由阿拉斯加州負責管轄，長39公里、寬14公里，面積433平方公里，最高點海拔高度975米，是該國第41大島嶼。
57°10′14″N 135°40′29″W / 57.17056°N 135.67472°W